# وزارة ناجي شوكت
حكومة ناجي شوكت هي أول حكومة عراقية بعد انضمام المملكة العراقية إلى عصبة الأمم والحكومة العراقية الخامسة عشر.
خلفت هذه الوزارة وزارة نوري السعيد الثانية واستمرت للفترة من 3 تشرين الثاني 1932 إلى 20 آذار 1933. تشكلت بعدها وزارة رشيد عالي الكيلاني الأولى.

## التشكيلة الوزارية
تكونت الوزارة من الوزراء أدناه:
1. رئيس مجلس الوزراء ووزير الداخلية: ناجي شوكت
2. وزير المالية: نصرت الفارسي
3. وزير العدلية: جميل الوادي
4. وزير الاقتصاد والمواصلات: جلال بابان
5. وزير الدفاع: رشيد الخوجة
6. وزير الخارجية: عبد القادر رشيد
7. وزير المعارف: عباس مهدي